# 北港 (佛罗里达州)
北港（英語：North Port），是美国佛罗里达州薩拉索塔縣下属的一座城市。建立于1959年。面积约为195.7平方公里（约合75.6平方英里）。根据2010年美国人口普查，该市有人口57,357人。论人口在本州排行第42。